# Diritti LGBT in Siria
I diritti delle persone lesbiche, gay, bisessuali e transgender (LGBT) in Siria sono molto spesso ostacolati; pertanto, per queste persone la vita risulta più difficile rispetto agli altri cittadini. Infatti, i rapporti sessuali tra persone dello stesso sesso sono illegali e lo stesso governo non permette che esistano associazioni che difendano i diritti LGBT.
A ciò si aggiunge la cultura della popolazione locale, i cui costumi vedono nell'omosessualità il simbolo della decadenza e dell'immoralità, così come anche nel crossdressing.

## Leggi contro le persone omosessuali
L'Articolo 520 del Codice Penale del 1949 proibisce le relazioni omosessuali, definendole "relazioni carnali contro l'ordine della natura", e prevede almeno tre anni di reclusione in caso di contravvenzione.
Non si conosce, tuttavia, la frequenza con cui tale legge viene effettivamente applicata, sebbene ci siano state recenti denunce su un possibile giro di vite da parte del governo. 
Nel 2010, le autorità siriane hanno effettuato alcuni blitz in ben quattro feste private gay tra marzo e aprile, arrestando più di 25 uomini solo durante l'ultima irruzione. 
Contro di essi sono state poi formulate ufficialmente delle accuse, tra cui due erano le più frequenti: la prima era di "aver partecipato ad atti omosessuali", l'altra era di aver comprato o consumato droghe illegali.
Qualcuno degli uomini è stato invece accusato più genericamente di "aver organizzato feste oscene, facilitando il commercio della droga ed incoraggiando atti omosessuali". 
Molti uomini arrestati erano in realtà ad una festa gay per la prima volta nella loro vita, mentre tutti sono ancora sotto la custodia della polizia perché le loro famiglie si rifiutano di garantire per loro e addirittura di andarli a visitare.
Il fatto che la polizia siriana li abbia accusati di omosessualità è sufficiente per metterli in una situazione di pericolo con i loro familiari e i loro vicini anche se poi non sono stati riconosciuti come colpevoli. 
Questo avviene a causa del fatto che la pratica del delitto d'onore è diffusa, e non è riservata alle sole donne eterosessuali. La violenza, anche da parte della polizia, può sfociare addirittura in omicidio se si ritiene che una persona LGBT stia portando disonore alla famiglia e/o alla comunità.

## Leggi contro le persone transessuali
Nel 2004, una donna di nome Hiba rivelò di aver ottenuto il permesso di cambiare sesso. La cosa provocò indignazione nel paese e per lei furono chieste pesanti condanne, ma fu salvata da un chierico. Il clima nei confronti delle persone transessuali è comunque molto ostile, così come per gli omosessuali.

## Condizioni di vita
Le abitudini e i costumi prevalenti nella società sono dovuti al fatto che la maggior parte dei siriani è di religione musulmana, ed è quindi stata cresciuta nella convinzione che l'omosessualità sia un grave peccato, che può portare vergogna e disonore all'intera famiglia. Pertanto la politica tende a riflettere nelle leggi questa convinzione.
La Costituzione Siriana (rinnovata nel 2012 tramite referendum) afferma che l'Islam è la religione di Stato, e quindi le leggi devono ispirarsi ad essa. L'orientamento sessuale e l'identità di genere non sono elencate tra le categorie protette dalle discriminazioni, e fino ad ora non è mai stata fatta alcuna proposta per affrontare il tema.
Di fatto, quindi, per la legislazione nazionale l'omosessualità è un crimine, anche se praticata tra adulti consenzienti. Inoltre, la legge conferisce alle autorità siriane, cioè ai servizi segreti, un ampio potere discrezionale per detenere e addirittura molestare chiunque possa essere considerato una minaccia per l'ordine pubblico, per la morale o per la sicurezza nazionale.

## Il voto dell'UNHCR
Nel 2003, la Siria votò per posticipare una risoluzione dell'ONU nel Consiglio per i diritti umani delle Nazioni Unite che era volta a salvaguardare i diritti LGBT. Il voto terminò 24 a 17 e quindi la risoluzione fu respinta, soprattutto grazie all'alleanza in extremis tra cinque paesi musulmani fortemente contrari, tra cui il Pakistan, l'Egitto, la Libia, l'Arabia Saudita e la Malaysia.
Tali paesi infatti tardarono di proposito il proprio voto al fine di bloccare il procedimento e proposero degli emendamenti volti ad eliminare proprio la proibizione della discriminazione basata sull'orientamento sessuale, svuotando di fatto il provvedimento di ogni significato. 
La risoluzione fu presentata dal Brasile con il supporto di 19 dei 53 paesi membri del Consiglio per i diritti umani delle Nazioni Unite a Ginevra. Il paese sudamericano invitò gli stati membri a promuovere e proteggere i diritti umani di tutte le persone, indipendentemente dal loro orientamento sessuale.

## La battaglia contro l'AIDS-HIV
Il primo caso noto di HIV risale al 1987, e tutti i tentativi di combattere l'HIV-AIDS in Siria sono stati condotti dalle ONG.
Nel 2005, il Ministro per gli Affari Religiosi affermò pubblicamente che l'HIV-AIDS era una punizione divina per le persone che praticavano la fornicazione e l'omosessualità. Nello stesso anno, il Ministro della Salute affermò che solo 369 persone in Siria erano infettate dall'HIV e che il governo offriva loro "nuove medicine per combattere liberamente questa malattia".
Tuttavia, le ONG stimano che in realtà il numero di malati sia almeno il quintuplo di quello annunciato dal ministro mentre l'ONU ha sanzionato il governo a causa delle misure inefficaci adottate.
Il governo, oltre a tollerare il lavoro delle ONG, si è adoperato per costruire alcune cliniche di volontari per effettuare esami sull'HIV-AIDS, nelle quali distribuisce opuscoli informativi, ma al di fuori di queste cliniche non è condotta alcuna campagna di educazione sul tema, specialmente per le persone LGBT. Una campagna però è stata lanciata nella scuola secondaria.

## Tabella riassuntiva
| Attività e relazioni sessuali legali                         | No |
| Parità dell'età di consenso                                  | No |
| Leggi anti-discriminazione sul lavoro                        | No |
| Leggi anti-discriminazione nella fornitura di beni e servizi | No |
| Leggi anti-discriminazione in tutti gli altri settori        | No |
| Matrimonio egualitario                                       | No |
| Unione civile                                                | No |
| Adozione                                                     | No |
| Autorizzazione a prestare servizio nelle forze armate        | Si |
| Diritto di cambiare legalmente sesso                         | ?  |
| Accesso alla fecondazione in vitro per le coppie lesbiche    | No |
| Surrogazione di maternità                                    | No |
| Divieto Terapie di conversione                               | No |
| Permessa la donazione di sangue per le persone omosessuali   | Si |